# Салтыкова Девица
Салтыко́ва Деви́ца (укр. Салтикова Дівиця) — село Куликовского района Черниговской области Украины, центр сельского совета. Население 1 040 человек (по состоянию на 2023 год).
Код КОАТУУ: 7422786501. Почтовый индекс: 16322. Телефонный код: +380 4643.

## История
Близ села, на левом берегу реки Десны, округлое городище, обнесенное кольцевым валом и рвом. Поселение, по-видимому, относится к древнерусскому (XI—XIII вв.) времени. В 1625 году вельможа Речи Посполитой Василий Солтык (представитель русского боярского рода Салтыковых, перешедший в Смутное время на службу польскому королю и получивший в Северской земле поместья) перевёл жителей старинного местечка Девица на новое место. 
Во время русско-польской войны 1654—1667 годов городок оказал стойкое сопротивление крупному войску короля Речи Посполитой Яна II Казимира, предпринявшего в 1663—1664 годах поход на Левобережную Украину. В результате штурма Салтыкова Девица была взята, а её население поголовно вырезано или отдано в плен крымским татарам.

## Известные уроженцы
- Швидун Алексей Иванович - Генерал- майор РВСН, Кандидат технических наук, доцент, Начальник инженерного факультета Академии им.Ф.Э Дзержинского.
- Дытюк, Василий Кузьмич — Герой Советского Союза.
- Андреевский, Степан Семенович - учёный-медик, реформатор медицинского дела в России, астраханский гражданский губернатор
- Труш Александр Владиславович - предприниматель и меценат. Основатель и соучредитель ведущих компаний-производителей мясной продукции: "Ратимир", Приморский край, "Дымовское колбасное производство", Москва. Погиб (разбился на вертолете) в декабре 2005 г. в Пожарском районе Приморского края.

## Власть
Орган местного самоуправления — Салтыково-Девицкий сельский совет. Почтовый адрес: 16322, Черниговская обл., Куликовский р-н, с. Салтыкова Девица, ул. Шевченко 100-а, тел. 2-72-85.